# 株式・合資会社
株式・合資会社（かぶしき・ごうしがいしゃ、独: Aktiengesellschaften & Co. Kommanditgesellschaft）は、ドイツ法による会社形態の1つ。AG & Co. KGと略される。
有限合資会社の変型であり、無限責任社員にあたるものが株式会社であるのが特徴である。株式合資会社（Kommanditgesellschaft auf Aktien、KGaA）とは異なる。